# Zákruticha šroubovitá
Zákruticha šroubovitá (Vallisneria spiralis) je druh jednoděložné vodní rostliny z čeledi voďankovité (Hydrocharitaceae).

## Popis
Jedná se o vytrvalou vodní (ponořenou) rostlinu kořenící ve dně a vytvářející výběžky. Listy jsou jen ponořené, jsou jednoduché. Čepele jsou celistvé, páskovité, až 50 cm dlouhé a 1-1,5 (vzácněji až 2) cm široké, stonek je poměrně krátký. Je to dvoudomá rostlina s jednopohlavnými květy. Samčí květy jsou početné a uspořádané do květenství, které je podepřeno malým toulcem. Za zralosti se uvolňují a vyplouvají na hladinu, kde jsou stabilizovány pomocí roztažených kališních lístků. Samičí květy jsou jednotlivé, podepřené toulcem, jsou na dlouhé spirálovité stopce, vykvétají nad hladinou. Okvětí je rozlišeno na kalich a korunu. Kališní lístky jsou 3 v jednom přeslenu, korunní jsou také 3 v 1 přeslenu, jsou většinou bílé až zelenavé, korunní lístky bývají zakrnělé. Tyčinky jsou nejčastěji 2, někdy srostlé, v samičích květech jsou staminodia. Gyneceum je synkarpní. Semeník je spodní, čnělky jsou 3. Plodem je tobolka. Běžné je však i vegetativní rozmnožování.

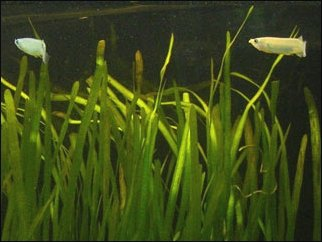
Zákruticha v akváriu

## Rozšíření ve světě
Zákruticha šroubovitá je přirozeně rozšířena v tropech až subtropech v jižní Evropě, v jihozápadní Asii až po Pákistán a Indii.

## Rozšíření v Česku
V ČR je nepůvodní, ale je to oblíbená akvarijní rostlina. Přechodně unikla i do volné přírody, např. byla nalezena ve slepém rameni řeky Chrudimky v Pardubicích nebo v Třeboňské pánvi u obce Vlkov. 